# Richard Gedlich
Richard Gedlich (Dresda, 17 febbraio 1900 – Dresda, 5 gennaio 1971) è stato un calciatore tedesco, di ruolo attaccante.